# Чон-Арык (Московский район)
Чон-Арык (кирг. Чоң-Арык) — село в Московском районе Чуйской области Кыргызстана. Входит в состав Ак-Сууского аильного округа. Код СОАТЕ — 41708 217 804 07 0.

## Население
| год     | 2009 | 2014 | 2015 |
| ------- | ---- | ---- | ---- |
| человек | 1086 | 1402 | 1436 |